# 淺白穗肩䲁
淺白穗肩䲁（學名：Cirripectes alboapicalis），又稱淺白項鬚䲁，為輻鰭魚綱鳚形目䲁科穗肩䲁屬的一種，分布於太平洋豪勳爵島、諾福克島、克馬德克群島、庫克群島、南方群島和復活節島海域，深度0至10公尺，本魚體呈長橢圓形且側扁，全身無鱗片，下唇向內側呈細圓齒狀，向外側呈褶皺狀，上唇小圓齒34-52顆，頸項、眶上及鼻孔具觸鬚，身體佈滿藍白色的小斑點，每隻眼睛後面都有一個深色的瞳孔大小的斑點，背鰭和尾鰭呈橙色到褐色，臀鰭邊緣為藍色，虹膜為黑色，內環為窄黃色，背鰭硬棘12枚、背鰭軟條15-17枚、臀鰭硬棘2枚、臀鰭軟條16-18枚，體長可達15.5公分，棲息在珊瑚礁及岩礁區，通常躲在洞穴，一旦遇危險時以倒游方式躲入小洞穴中，僅露出頭部注視敵人，具領域性，雌魚產附著性卵，雄魚有護卵行為，可做為觀賞魚。